# Vannellidae
Glycostylida, Vannellida
Ordre
Famille
Les Vannellidae sont l’unique famille de l’ordre des Glycostylida (ou des Vannellida) (classe des Discosea).

## Étymologie
Le nom de la famille vient du genre type Vannella, peut-être dérivé du latin vannus, « ustensile à vanner », en référence à la forme des formes flottantes de l'organisme dont les pseudopodes lui donne l'aspect d'un panier d'osier en cours de vannerie.

## Description

### Morphologie
Les Vannellidae ont tendance à être aplatis et en forme d'éventail pendant le mouvement, bien que certains soient longs et étroits, et aient une marge claire proéminente dans sa partie antérieure. Chez la plupart des amibes, l'endoplasme glisse vers l'avant à travers le centre de la cellule, mais les vannellides subissent une sorte de mouvement de roulement avec la membrane externe glissant comme une bande de roulement de char. Ces amibes ont généralement une taille de 10 à 40 μm, mais certaines sont plus petites ou plus grandes.
Les Vannellidae sont entourés d'une enveloppe extérieure appelée le glycocalyx, qui mesure généralement 10 à 20 nm de diamètre, bien que l'épaisseur varie selon les espèces. Chez certaines espèces, une couche de filaments ressemblant à des cheveux, appelés glycostyles, dépasse du glycocalyx.
Eugene Cleveland Bovee (d) décrit ainsi le genre type : 

« Pour le genre Vannella Gen. Nov. je propose les caractères suivants : Petites amibes, généralement moins de 75 µm, longues en locomotion ; largement spatulées à triangulées en locomotion modérée, et en forme d'éventail en locomotion rapide avec une large bordure antérieure ; un quart antérieur à la moitié de la longueur du corps en locomotion du protoplasme clair comme une bordure en éventail s'étendant bilatéralement en avance rapide ; masse corporelle granuleuse, ovoïde à subsphérique, derrière une marge claire en locomotion ; aucune onde éruptive ne dépasse de la bordure ; pseudopodes ne se forment normalement pas pendant la locomotion, sauf juste après la descente du stade radié et pendant que le mouvement et la locomotion commencent juste ; lorsqu'elles sont agitées et suspendues, elles deviennent radiées, avec plusieurs pseudopodes clairs, effilés et coniques qui ont des extrémités rondes ; pseudopodes s'étendant généralement symétriquement à partir d'une masse corporelle granulaire plus ou moins sphérique ; pseudopodes radiés rigides et inactifs à certaines vitesses sauf en rétraction ; ou se déplacent activement chez d'autres, ou peuvent être l'un ou l'autre à certains moments chez certaines autres espèces. Noyau sphérique, vésiculaire, souvent élastique, avec un endosome distinct sphérique ; vacuole d'élimination (« contractile ») présente chez les espèces d'eau douce, souvent formée par fusion de vacuoles secondaires et tertiaires plus petites ; généralement absente chez les espèces marines ; cristaux présents chez les espèces d'eau douce, généralement des bipyramides tronquées ; généralement absents chez les espèces marines ; surface généralement lisse, sans rides ni crêtes distinctes sauf occasionnellement et brièvement lors des virages en locomotion ; filaments uroïdes normalement absents, mais les vieux pseudopodes radiés peuvent traîner comme pseudo-uroïdes jusqu'à leur rétractation. »

### Génétique
La séquence complète du génome mitochondrial de Vannella simplex montre une différence significative par rapport à son proche parent Neoparamoeba pemaquidensis. Les similitudes sont limitées au niveau de la famille ou du genre, avec trop de diversité pour déterminer des points communs entre les clades au-delà du niveau du genre.

### Parasitisme
Les études sur les Vanellidae sont notamment axées sur le parasitisme. Les Vanellidae peuvent en effet être trouvés dans les branchies de truites arc-en-ciel vivant en eau douce. Ces infections posent des problèmes importants pour l'élevage de ces poissons. Les traitements actuellement étudiés comprennent des composés chimiques et certains composés végétaux.

## Habitat
Les Vannellidae vivent dans le sol, l'eau douce et l'eau salée,. Ils peuvent vivre en parasite chez certains poissons d'eau douce.
Les espèces de Vannela sont d'eau douce, marines et inquiliniques, certaines capables des trois modes d'existence.

## Liste des genres
Selon IRMNG (23 décembre 2024) :
- Clydonella Sawyer, 1975
- Discamoeba Jahn, Bovee & Griffith, 1979
- Lingulamoeba Sawyer, 1975
- Paravannella Kudryavtsev, 2014
- Pessonella Pussard, 1973
- Platyamoeba Page, 1969
- Ripella Smirnov, Nassonova, Chao & Cavalier-Smith, 2007
- Vannella Bovee, 1965 genre type
  - Espèce type : Vannella mira (Schaeffer 1926) Bovee 1965 (non Amoeba mira Gläser, 1912)[3]
  - Nommée Flabellula mira par Schaeffer en 1926.

## Systématique
Le nom valide de ce taxon est Vannellidae Bovee (d), 1979.
Vannellidae a pour synonyme Vanellidae.
Les problèmes de classification des Vannellidae proviennent du niveau de classification du genre. Les données morphologiques utilisées pour la classification sont en conflit avec les informations génétiques. Le séquençage génétique de plusieurs amibes vannellidae a montré un mélange de caractéristiques morphologiques. En 2007, quarante espèces de Vannellidae ont été identifiées par séquençage génétique. Les phylogénies moléculaires incluent les Vannellidae dans la classe Flabellinia en tant que groupe frère des autres, qui ont des sous-pseudopodes. En 2007, la taxonomie de Vannella a été élargie pour inclure Platyamoeba. Auparavant, Vannella était séparée en fonction de la présence de glycostyles à la surface cellulaire. La vérification génétique a permis de déterminer que Vanella et Platyamoeba ne sont pas des genres génétiquement distincts.